# Osopsaron verecundum
Osopsaron verecundum är en fiskart som först beskrevs av Jordan och John Otterbein Snyder 1902.  Osopsaron verecundum ingår i släktet Osopsaron och familjen Percophidae. Inga underarter finns listade i Catalogue of Life.